# 拳王開飯館
《拳王開飯館》（英語：The Slammin' Salmon）是一部2009年美國喜劇片，由破碎蜥蜴的凱文·赫夫南執導（電影導演處女作）並與其餘成員傑伊·錢德拉薩卡、史蒂夫·雷米、保羅·索德、艾瑞克·史托漢斯克共同編寫劇本及主演。劇情講述曾是重量級拳擊手的餐館老闆舉辦一場比賽，將一萬美元的獎金頒發給今晚賺最多錢的服務生，而排名吊車尾則會遭受自己痛扁，這使服務生們使出渾身解數為顧客們獻上最好的服務。本片於2009年12月11日美國上映。

## 劇情
在佛羅里達州邁阿密，退役的重量級拳擊冠軍克里昂·「猛拳」·薩蒙擁有「猛拳餐廳」（The Slammin' Salmon），旗下員工包括經理瑞奇、古怪服務生傻帽、冷酷自大的蓋、醫學預科生塔拉、芭蕾舞學生米亞、抱負演員康納、憤怒的廚師戴夫及其雙胞胎服務生兄弟唐尼。某日，克里昂因欠了日本黑幫賭錢而要求瑞奇在今晚賺到兩萬美元現金，如果未能還錢，黑幫將佔領餐廳。瑞奇為了提升服務生們士氣而提供兩張诺拉·琼斯音樂會的門票當最佳服務生的獎賞，但發現進展緩慢後，模仿克里昂的聲音訂到拉戈島一家度假酒店的假期之旅，才讓員工們有了幹勁。
電影明星馬龍·斯佩克要求康納將一枚訂婚戒指藏在女友的甜點中，但後者因分心而讓瑞奇無意吃下甜點；瑞奇開始設法將戒指排泄出來。與此同時，傻帽因未吃藥而開始做出怪異行為；蓋絆倒唐尼並將滾燙的湯灑在米亞臉上，造成她面部輕度燒傷。為了獎賞，米亞拒絕回家而堅持繼續工作。克里昂視察目前營業額，得知只賺了1.2萬美元，而生氣地向所有服務生下馬威，同時為了進一步激勵他們，而將獎勵改成一萬美元獎金，將在當晚結束時頒發。他還警告他們，收入最差的服務生將被自己痛扁。
服務生們開始使用他們知道的每一項技巧來讓顧客掏錢。瑞奇為了人手，將醉醺醺的唐尼提拔為服務員，並為他增加了額外的桌子。唐尼在第一張桌子上弄得一團糟，之後被克萊昂在廚房警告。驚慌失措的唐尼試圖逃離餐廳，但被克萊昂阻止，逼迫他回去。塔拉安慰唐尼並分給他一桌服務。康納因服務到開除自己的電視製片人桌而感到尷尬，後在洗手間向製片老闆詢問被解僱的原因時遭憤怒地斥責。與此同時，蓋對一位不會點任何東西的顧客感到不耐煩，於是把那桌讓給了唐尼。塔拉提醒傻帽服藥，但瑞奇分散了他的注意力而錯過了服藥。傻帽然後變成了另一個人格「多哥」，擅長銷售的多哥馬上把傻帽的名次爬上第一位。其他人捉住多哥，強迫他吃藥，把他變回傻帽。但傻帽之後跑去洗手間把藥吐了出來，再次變成了多哥。瑞奇吃了戴夫做的義大利麵後成為排泄出了訂婚戒指。
當唐尼在記分牌上超過蓋時，蓋生氣地破壞了唐尼和米亞的大桌。流行歌星妮特拉讓塔拉的小費變得變高，自己爬到了第一名。康納終於把甜點送到了馬龍的桌子上，厭惡地看著馬龍的女朋友急切地吃著食物，讓女方找到了訂婚戒指並接受了馬龍的求婚。多哥在攻擊一名顧客並試圖強行餵他整條魚後，最終被克里昂擊倒。瑞奇讓身為醫學生的塔拉看看傻帽，但被責備害怕克里昂的自己是如何對待員工。
打烊時，蓋讓給唐尼的那個人給了唐尼一千美元小費。原來那位不點餐的客人只剩一個月的壽命，很感激唐尼不打擾自己。當該男子在離開餐廳時，意外被克里昂的馬踩死。瑞奇宣布今晚最佳服務生是塔拉，塔拉驚訝地發現唐尼為了報恩而給了自己一千美元的小費。克里昂發現他們晚上只賺了1.9萬多美元，並決定收取服務生的小費以彌補差額。他還告訴塔拉，一萬美元的獎金是個謊言。瑞奇最終鼓起勇氣面對克里昂，要求收回服務生的小費並要求付錢給塔拉。對話中，塔拉發現克里昂其實只需要兩萬日圓（170美元），而不是美元。恍然大悟的克里昂最終只拿了170美元並給了塔拉獎金，然後把剩下的扔到空中讓服務生們爭搶。克里昂想起自己將痛扁排名吊車尾的服務生，於是將蓋綁在辦公室裡，準備把他當成沙包教訓。

## 演員
餐廳人員
- 麥可·克拉克·鄧肯飾演克里昂·「猛拳」·薩蒙（Cleon "Slammin'" Salmon）
- 傑伊·錢德拉薩卡（英语：Jay Chandrasekhar）飾演傻帽／多哥（Nuts / Zongo）
- 凱文·赫夫南（英语：Kevin Heffernan (actor)）飾演理查多·「瑞奇」·培倫特（Richardo "Rich" Perente）
- 史蒂夫·雷米（英语：Steve Lemme）飾演康納·羅德（Connor Rhodes）
- 保羅·索德（英语：Paul Soter）飾演唐尼·卡諾吉（Donnie Kanogi）／戴夫·卡諾吉（Dave Kanogi）
- 艾瑞克·史托漢斯克（英语：Erik Stolhanske）飾演蓋·「米德拉佩斯」·米德雷德斯（Guy "Meat-drapes" Metdrapedes）
- 蔻碧·史莫德飾演塔拉（Tara）
- 艾波兒·鮑比飾演米亞（Mia）
- 奈特·法松（英语：Nat Faxon）飾演卡爾（Carl）
- 嘉莉·克利福德（Carrie Clifford）飾演帕蒂（Patty）

顧客
- 威爾·福爾特飾演賀拉斯（Horace）
- 兰斯·亨利克森飾演迪克·洛博（Dick Lobo）
- 森德希·拉瑪莫西（英语：Sendhil Ramamurthy）飾演馬龍·斯佩克（Marlon Specter）
- 奧莉薇亞·孟恩飾演薩瑪拉·杜布瓦（Samara Dubois）
- 薇薇卡·A·福克斯飾演妮特拉（Nutella）
- 摩根·弗萊查爾德（英语：Morgan Fairchild）飾演她自己
- 傑夫·蔡斯（英语：Jeff Chase）飾演安東尼（Anthony）
- 卡拉·蓋洛（英语：Carla Gallo）飾演史泰西（Stacy）
- 吉姆·加菲根（英语：Jim Gaffigan）飾演史丹利·巴林（Stanley Ballin）
- 芭比·蘇·路德（英语：Bobbi Sue Luther）飾演鱈魚顧客

## 外部連結
- 互联网电影数据库（IMDb）上《拳王開飯館》的资料（英文）
- AllMovie上《拳王開飯館》的资料（英文）